# Leopold Nitsch
Leopold Nitsch (* 14. August 1897 in Wien; † 18. Jänner 1977) war ein österreichischer Fußballspieler und späterer -trainer.
In seiner aktiven Karriere wurde Leopold Nitsch als linker Seitenhalf sechsmal österreichischer Meister mit der Wiener Rapid, stand im Finale des Mitropapokals und war ein knappes Jahrzehnt Stammspieler in der österreichischen Nationalmannschaft. Als Trainer gewann er dreimal die österreichische sowie einmal die deutsche Meisterschaft und einmal den deutschen Pokal mit Rapid und begleitete die bulgarische Nationalmannschaft zu den Olympischen Spielen 1924.

## Karriere
Leopold Nitsch wurde als „exzellent im Stellungsspiel und Annahme, unauffällig aber wirkungsvoll“ beschrieben. Er kam 1911 in die Nachwuchsmannschaft der Wiener Rapid und rückte vier Jahre später in die Kampfmannschaft der Schönecker-Ära auf. Leopold Nitsch gewann bereits in der folgenden Saison 1915/16 seinen ersten österreichischen Meistertitel und debütierte am 3. Oktober 1915 beim 4:2-Sieg im Klassiker gegen Ungarn in der österreichischen Nationalmannschaft. Der Seitenhalf dominierte bald mit seinem Team die Meisterschaft, holte 1917, 1919, 1920, 1921 und 1923 fünf weitere Titel und siegte auch in den ersten beiden offiziellen Cupbewerben des ÖFB 1919 und 1920 gegen den Sport-Club beziehungsweise die Amateure im Endspiel.
Nachdem die etwas überalterte Rapid-Mannschaft 1924 im Umbruch stand, wechselte auch Nitsch ins Trainermetier. Mit der bulgarischen Nationalmannschaft nahm er an den Olympischen Spielen 1924 in Paris teil, schied dort 0:1 gegen Irland aus. Er selbst kehrte allerdings bald wieder unter die Aktiven zurück und spielte bei Rapid gegen Ende seiner Karriere noch als Verteidiger. Mit dem 3:0-Sieg im ÖFB-Cup-Finale gegen die Austria auf der Hohen Warte qualifizierte er sich schließlich noch für den ersten Mitropapokal 1927. Rapid erreichte das Endspiel, unterlag dort Sparta Prag 2:6 und 2:1. Leopold Nitsch kam in beiden Partien zum Einsatz und beendete nach dieser Saison endgültig seine aktive Karriere.
In der Folgezeit arbeitete er von 1928 bis 1936 als Nachwuchstrainer bei Rapid und löste anschließend Edi Bauer als Trainer der Kampfmannschaft ab. Leopold Nitsch begleitete die Mannschaft durch die Zeit des Zweiten Weltkrieges, in der der österreichische Fußball in den reichsdeutschen integriert wurde. Am 21. Mai 1938 beantragte er die Aufnahme in die NSDAP und wurde rückwirkend zum 1. Mai desselben Jahres aufgenommen (Mitgliedsnummer 6.303.894). Mit Rapid gewann er in dieser Epoche 1938 den Tschammerpokal mit einem 3:1 im Finale gegen den FSV Frankfurt und 1941 die deutsche Meisterschaft mit einem 4:3 gegen den FC Schalke 04 vor 100.000 Zuschauern im Berliner Olympiastadion. Schließlich konnte er mit seiner Mannschaft drei weitere Male österreichischer Meister werden, damals „Ostmarkmeister“ genannt.
Am 31. Jänner 1977 wurde Leopold Nitsch am Baumgartner Friedhof (Gruppe 13, Nummer 25) beerdigt.

## Erfolge

### Spieler
- 1 × Mitropapokalfinalist: 1927
- 6 × Österreichischer Meister: 1915/16, 1916/17, 1918/19, 1919/20, 1920/21, 1922/23
- 3 × Österreichischer Cupsieger: 1918/19, 1919/20, 1926/27
- 35 Länderspiele für die österreichische Fußballnationalmannschaft von 1915 bis 1926

### Trainer
- 3 × Österreichischer Meister: 1937/38, 1939/40, 1940/41
- 1 × Deutscher Meister: 1940/41
- 1 × Deutscher Pokalsieger: 1938